# Stortjärnen (Särna socken, Dalarna, 683894-136298)
Stortjärnen är en sjö i Älvdalens kommun i Dalarna och ingår i Dalälvens huvudavrinningsområde. Sjön har en area på 0,0987 kvadratkilometer och ligger 458,6 meter över havet. Sjön avvattnas av vattendraget Stickmyrbäcken.

## Delavrinningsområde
Stortjärnen ingår i det delavrinningsområde (683646-136330) som SMHI kallar för Mynnar i Trängseldammen. Medelhöjden är 493 meter över havet och ytan är 14,13 kvadratkilometer. Det finns inga avrinningsområden uppströms utan avrinningsområdet är högsta punkten. Stickmyrbäcken som avvattnar avrinningsområdet har biflödesordning 2, vilket innebär att vattnet flödar genom totalt 2 vattendrag innan det når havet efter 432 kilometer. Avrinningsområdet består mestadels av skog (73 procent) och sankmarker (21 procent). Avrinningsområdet har 0,1 kvadratkilometer vattenytor vilket ger det en sjöprocent på 0,7 procent.